# Staelia
Staelia là một chi thực vật có hoa trong họ Thiến thảo (Rubiaceae).

## Loài
Chi Staelia gồm các loài: